# Vorarlberger Verlagsanstalt
Die Vorarlberger Verlagsanstalt ist eine 1920 in Dornbirn gegründete Druckerei im österreichischen Bundesland Vorarlberg.

## Geschichte
1920 wurde die Vorarlberger Verlagsanstalt (VVA) am Marktplatz, in der Innenstadt Dornbirns gegründet und in den 1970er Jahren wurde die Druckproduktion nach Dornbirn Schwefel verlegt.
1979 zerstörte ein Großbrand die Gebäude und diese wurden 1980 am selben Standort neu errichtet und der Betrieb wieder aufgenommen. 1980 war die VVA mit dem Einstieg in den Zeitungsrollendruck als erste europäische Druckerei in der Lage, vierfarbige Zeitungen zu produzieren.

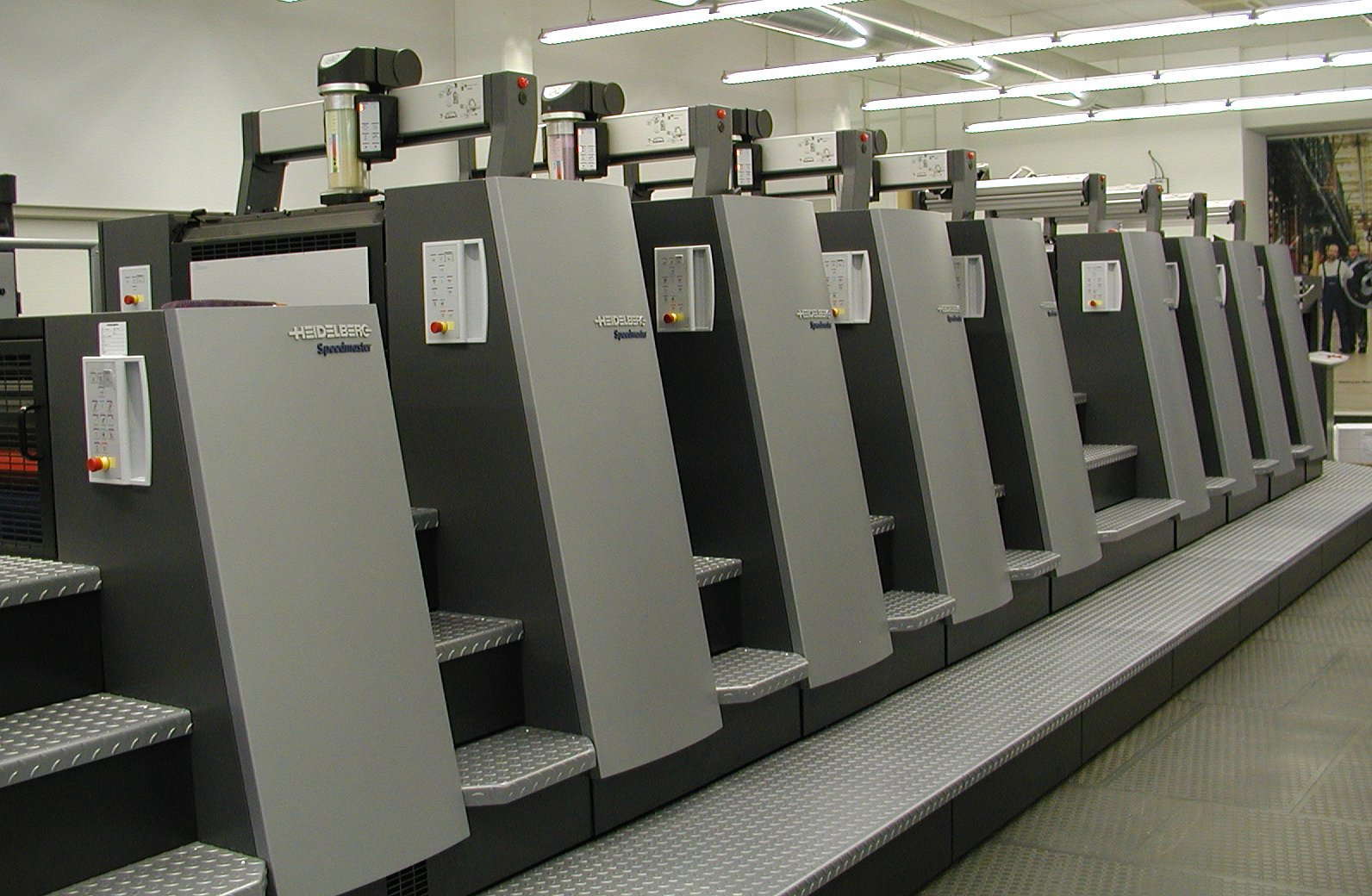
8-Farben-Druckmaschine, Heidelberger Druckmaschinen, Speedmaster CD 74 mit Lackierwerk

Mitte 2013 wurde die Tiroler Firma Artpress in Höfen übernommen und damit das Angebot auch um den Bereich Verpackungsdruck erweitert.
Das Unternehmen wird vom geschäftsführenden Gesellschafter Karl-Heinz Milz geleitet.